# Prime Cup Aberto de São Paulo 2008
L'Aberto de São Paulo 2012 è stato un torneo di tennis facente parte della categoria ATP Challenger Series nell'ambito dell'ATP Challenger Series 2008. Il torneo si è giocato a San Paolo in Brasile dal 31 dicembre 2007 al 6 gennaio 2008 su campi in cemento e aveva un montepremi di $100 000+H.

## Vincitori

### Singolare
Thiago Alves ha battuto in finale  Carlos Berlocq con il punteggio di 6–4, 3–6, 7–5

### Doppio
Jamie Delgado /  Bruno Soares hanno battuto in finale  Brian Dabul /  Horacio Zeballos con il punteggio di 6–1, 6–3